# 乌克善
乌克善或译吴克善、武克善（？—1665年），博尔济吉特氏，科尔沁部贝勒宰桑之子、莽古思之孙。清皇太极的正宫孝端文皇后的侄子。敏惠恭和元妃、孝莊文皇后的哥哥。顺治帝的舅舅兼岳父。成吉思汗弟哈撒尔19世孙。
天命十年（1625年），乌克善送妹妹布木布泰与皇太极为福晋。时称之为科尔沁部台吉。天聪八年（1634年），送妹妹海兰珠到盛京，与皇太极为福晋。当时，满文文献又称之为“舅吴克善”。崇德元年（1636年），被皇太极封为和硕卓礼克图亲王。崇德六年（1641年），乌克善第三子毕勒塔噶尔迎娶皇太极第四女固伦雍穆长公主（布木布泰所生长女）。顺治八年（1651年），乌克善亲自送女儿博尔济吉特氏上京，与顺治帝举行大婚典礼。